# Duetos (álbum de Luan Santana)
Duetos é a segunda coletânea do cantor e compositor brasileiro Luan Santana, lançada em 8 de dezembro de 2014 pela Som Livre. A coletânea reúne 15 duetos que Luan fez ao longo de sua carreira, entre elas, a inédita "Fica (Stay)" - com a dupla norte-americana Florida Georgia Line. Nessas parcerias estão presentes nomes da música nacional e internacional, como Enrique Iglesias, José Augusto, Belinda, Ivete Sangalo e Zezé Di Camargo & Luciano.

## Faixas
| Duetos         |                                                                         | |         |  |
| N.º            | Título                                                                  | Compositor(es)                                                                                               | Duração |  |
| 1.             | "Fica (Stay)" (com Florida Georgia Line)                                | Joey Moi, John Fred Young, Chris Bryant Robertson, Jon Lawhon, Ben Wells / Versão: Luan Santana, Dudu Borges | 3:18    |  |
| 2.             | "Bailando" (com Enrique Iglesias)                                       | Carlos Paucar, Descemer Bueno, Enrique Iglesias, Alexander Delgado, Randy Malcom                             | 4:03    |  |
| 3.             | "Porto do Amor (Em El Muelle de San Blas)" (com Maná)                   | Jose Fernando Olvera Sierra, Alejandro Gonzalez Trujillo / Versão: Caco Nogueira, Sorocaba                   | 5:53    |  |
| 4.             | "Chuvas de Verão" (com José Augusto)                                    | Antonio José                                                                                                 | 3:42    |  |
| 5.             | "Longe Daqui" (com Munhoz & Mariano)                                    | Paula Mattos                                                                                                 | 3:32    |  |
| 6.             | "Certos Detalhes" (com Conrado & Aleksandro)                            | Luan Santana                                                                                                 | 3:00    |  |
| 7.             | "Hoje Não" (com Thaeme & Thiago)                                        | Paula Mattos, Silmara Nogueira, Thiago Servo                                                                 | 2:28    |  |
| 8.             | "Química do Amor" (com Ivete Sangalo)                                   | Marquinhos Maraial, Allejandro                                                                               | 3:17    |  |
| 9.             | "Você Me Dominou" (com Matheus & Kauan)                                 | Matheus Aleixo, Felipe Oliver                                                                                | 3:08    |  |
| 10.            | "Pode Ser Pra Valer" (com Chitãozinho & Xororó)                         | Maraca, Joel Marques                                                                                         | 3:20    |  |
| 11.            | "Meu Menino (Minha Menina)" (com Belinda)                               | J. A. Longo, Mont'alve, Walmir                                                                               | 3:53    |  |
| 12.            | "Everest" (com Fernando & Sorocaba)                                     | Sorocaba, Thiago Servo, Thiago Augusto                                                                       | 4:08    |  |
| 13.            | "Amor Distante / Inquilina de Violeiro" (com Zezé Di Camargo & Luciano) | Maurozinho, Maurico / João Aparecido Gonçalves, Cacique, Tomaz                                               | 3:55    |  |
| 14.            | "Cuidado Cupido" (com Péricles)                                         | Pezinho | 4:19    |  |
| 15.            | "Semeando Estrelas" (com Padre Reginaldo Manzotti)                      | Nando Cordel                                                                                                 | 4:14    |  |
| Duração total: | Duração total:                                                          | Duração total:                                                                                               | 56:11   |  |

## Desempenho nas tabelas musicais
| Parada musical (2015)            | Melhor posição |
| -------------------------------- | -------------- |
| Brasil (Billboard Brazil Albums) | 2              |
| Brasil (iTunes Album Chart)      | 12             |